# Vinylmagnesiumbromid
Vinylmagnesiumbromid ist eine chemische Verbindung und metallorganisches Reagenz (Grignard-Verbindung).

## Herstellung
Vinylmagnesiumbromid kann durch Reaktion von Vinylbromid mit Magnesium in Tetrahydrofuran (THF) hergestellt werden. Die Verwendung von THF ist essentiell. Während Grignard-Verbindungen oft auch in Diethylether hergestellt werden können, ist das für vinylische wie das Vinylmagnesiumbromid nicht möglich.

## Reaktionen
Analog zu anderen Grignard-Verbindungen kann Vinylmagnesiumbromid an Ketone addiert werden, wodurch Allylalkohole entstehen, oder in einigen Fällen Vinylether. In anderen Fällen wiederum kann die Stereoselektivität der Addition durch Cer(III)-chlorid gesteuert werden. Es kann an Thiolester addiert werden, wodurch zunächst ein Vinylketon entsteht. An dieses kann das freigesetzte Thiolat addiert werden, wodurch ein β-Sulfanyl-Keton entsteht. Durch Reaktion eines Imidoylchlorids mit zwei Äquivalenten Vinylmagnesiumbromid werden γ,δ-ungesättigte Ketone erhalten. Reaktion mit bestimmten Alkyl-Chlor-Verbindungen von Silicium und Germanium ergibt entsprechende Vinyl-Verbindungen, beispielsweise ausgehend von Dichlordimethylsilan. Analog können aus Quecksilber(II)-chlorid und Quecksilber(II)-bromid, Vinylquecksilber-Verbindungen wie Divinylquecksilber gewonnen werden. Vinylmagnesiumbromid wurde in Totalsynthesen von Parinarsäure und Aspicillin eingesetzt.